# 切扎里娜
切扎里娜是巴西戈亚斯州的一个市镇。总面积415.809平方公里，总人口7083人，人口密度17人/平方公里。